# Riva di Solto
Riva di Solto – miejscowość i gmina we Włoszech, w regionie Lombardia, w prowincji Bergamo.
Według danych na styczeń 2009 gminę zamieszkiwało 868 osób przy gęstości zaludnienia 101 os./1 km².